# Кристијан Пулишић
Кристијан Мате Пулишић (енгл. Christian Mate Pulisic; Херши, Пенсилванија, 18. септембар 1998) је амерички фудбалер хрватског порекла који тренутно наступа за Милан и репрезентацију САД.

## Трофеји
Борусија Дортмунд
- Куп Немачке: 2016/17.

Челси
- Лига шампиона: 2020/21.
- УЕФА суперкуп: 2021.
- Светско клупско првенство: 2021.

Милан
- Суперкуп Италије: 2024.